# Зограф, Юрий Николаевич
Юрий Николаевич Зограф (1936—1985) — советский биофизик.

## Биография
Родился в семье театроведа Николая Георгиевича Зографа и математика Натальи Давыдовны Айзенштат (Айзенштадт, 1912—1985), кандидата физико-математических наук, доцента механико-математического факультета МГУ. Внук присяжного поверенного, библиофила и книгоиздателя Давида Самуиловича (Самойловича) Айзенштата (Айзенштадта, 1880—1947), директора «Книжной лавки писателей» в Москве. Правнук зоолога Н. Ю. Зографа.
Окончил физический факультет МГУ имени М. В. Ломоносова, но увлекся биологией и биофизикой. Начал работать в лаборатории Р. Б. Хесина-Лурье в Институте атомной энергии (ИАЭ) имени И. В. Курчатова. В 1977 на базе Биологического отдела (БИО) Института атомной энергии был образован Институт молекулярной генетики Академии Наук СССР, где Ю. Н. Зограф работал со дня основания.
Основным направлением исследований Ю. Н. Зографа было изучение РНК-полимеразы и регуляции транскрипции при развитии Т-четных фагов (бактериофагов) в клетке E. coli.
В 1982 году в коллективе сотрудников Института биоорганической химии имени М. М. Шемякина и Института молекулярной генетики АН получил Государственную премию СССР за цикл работ по структуре и генетике РНК-полимеразы.
Подготовил докторскую диссертацию, но не успел её защитить. Скоропостижно скончался 25 декабря 1985 года в Москве. Похоронен в Москве на Введенском кладбище (23 уч.).

## Награды и премии
- Государственная премия СССР (1982) — за цикл работ по структуре и генетике РНК-полимеразы (1968—1980)

## Семья
- Жена — Жозефина Михайловна Горленко
- Жена — Елена Ростиславовна Терская
- Отец — Николай Георгиевич Зограф
- Мать — Наталья Давыдовна Айзенштат
- Сестра — Ольга Николаевна Зограф (Аншелевич)[1]

## Сочинения
- Биосинтез белка и нуклеиновых кислот совм. с Франк-Каменецким М.Д, Басс И. А. (1965)
- Регуляция синтеза РНК при развитии четных Т-фагов: роль репликации ДНК и целостности клетки (1968)
- РНК-полимераза и регуляция транскрипции при развитии четных Т-фагов (1985)
- Регуляция активности генов у бактерий совм. с Никифоровым В.Г (1977)
- Молекулярная биология. Т.13 : Регуляция активности генов у бактерий совм. с Никифоровым В. Г. (1977)